# تدلي الذقن
تُعرف الذّقْن التي تتدلى من خط الفك باسم الذَّقْن المتدلّية. ويشيع تدلّي قمّة الذقن ويمكن رؤيتها في جميع المراحل العمرية للبشر. وتظهر كثيرًا في المرضى كبار السن ولكن ليس بطريقة منتظمة، وتظهر في الشباب كسِمة عائلية متوارثة. والشيء الأكثر شيوعًا، مع ذلك، هو نمو التدلي مع مرور الوقت حيث تنحدر وسادة الذقن مع الأنسجة الرخْوة الموجودة في الوجه والرقبة.

## الجراحة
هناك طرق عديدة تستخدم في تصحيح تدلّي الذقن. وتقوم إحدى هذه الطرق بعمل شق بسيط داخل الفك ووضع خيط البرولين أحادي الألياف (Prolene) على شكل حرف U يقوم بتجميع الأنسجة الرخْوة للذقن مما يعمل على شدها إلى أعلى الحافة السفلى للارتفاق (symphysis) الذقني.